# Éparchie de Togliatti
L'éparchie de Togliatti (Толья́ттинская епа́рхия) est une éparchie (diocèse chez les orthodoxes) de l'Église orthodoxe russe, regroupant les paroisses et les monastères de la partie nord-ouest de l'oblast de Samara en Russie. Elle s'étend dans les limites du raïon (arrondissement) de Stavropol et des districts urbains de Togliatti et de Jigouliovsk. Elle dépend du siège métropolitain de Samara.

## Histoire
L'éparchie est érigée par une décision du Saint-Synode de l'Église orthodoxe russe du 9 juillet 2019, recevant son territoire du district urbain de Togliatti et la partie de la rive gauche du raïon de Stavropol de l'éparchie de Samara, ainsi que du district urbain de Jigouliovsk et la partie de la rive droite du raïon de Stavropol de l'éparchie de Syzran. Le diocèse (éparchie) de Togliatti est le cinquième à être suffragant du siège métropolitain de Samara.
Il est décidé que le monastère Notre-Dame-de-Kazan de Vinnovka (y compris son centre spirituel et éducatif) demeure dans la juridiction canonique de l'éparchie de Samara. Compte tenu de l'importance sur le plan spirituel de l'institut orthodoxe de la Volga et du monastère de la Sainte-Trinité de Tachla (se trouvant dans le territoire de l'éparchie de Togliatti), celui-ci est placé directement sous l'autorité du métropolite de Samara.
L'archevêque porte le titre d'archevêque de Togliatti et Jigouliovsk. Il s'agit depuis le début de l'évêque Nestor (Liouberanski). Il siège à la cathédrale de la Transfiguration de Togliatti.

## Doyennés

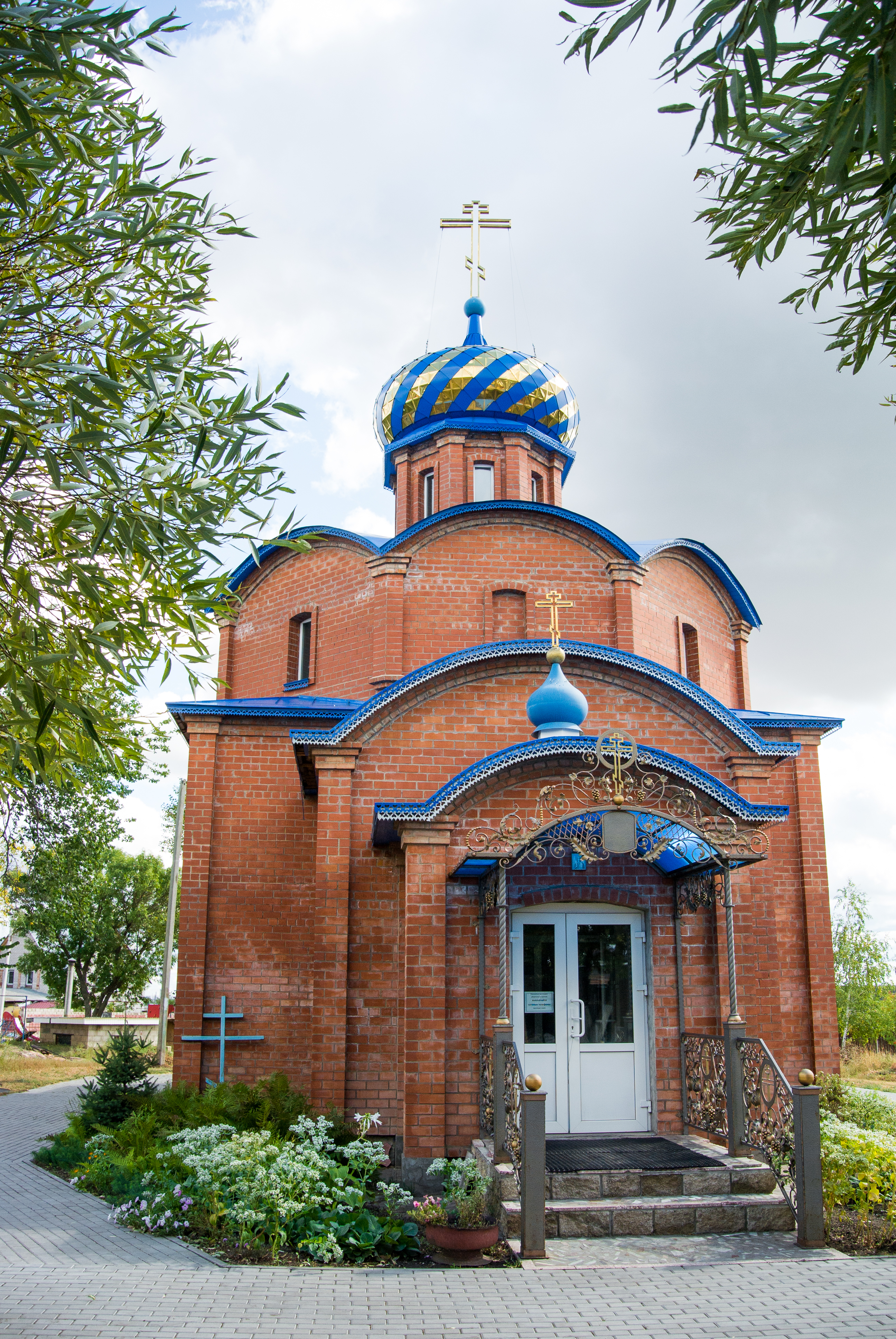
Église Saint-Michel-Archange de Vassilievka, construite en 1780 (doyenné de Stavropol).

L'éparchie est organisée en six doyennés, (à la date d'octobre 2022):
- doyenné central
- doyenné de Jigouliovsk
- doyenné de la Neva
- doyenné de Saint-Tikhon
- doyenné de Stavropol
- doyenné de la Transfiguration

## Monastères
- Monastère de la Résurrection de Togliatti (moines)

## Enseignement
- Lycée classique orthodoxe de Togliatti